# Деклан
Де́клан (англ. Declan; V век) — святой, игумен и епископ Ардморский. День памяти: в Римско-католической церкви — 24 июля, в православных церквях — 6 августа (24 июля старого стиля).
Святой Деклан родился на территории племени десси, что в Уотерфорде (Ирландия) и считался его покровителем.
Он был ирландским монахом, который был крещён Колманом из Дромора и стал учеником.
Он, вероятно, проповедовал Евангелие до прибытия в те края святого Патрика. Он, быть может, совершил два паломничества в Рим, а затем стал первым епископом Ардмора, что было подтверждено св. Патриком во время синода в Кашеле в 448 году. Известны многие чудеса св. Деклана, который был весьма почитаем племенем десси.